# Districtul Uelzen
Districtul Uelzen este un district rural (în germană: Landkreis) din landul Saxonia Inferioară, Germania. 